# 代莫索县
代莫索县是缅甸克耶邦下辖的一个县，县治代莫索。

## 历史沿革
2022年4月30日，缅甸政府以垒固县代莫索镇区和普卢索镇区析置代莫索县。

## 行政区划
代莫索县下辖2镇区：
- 代莫索镇区（Demoso Township）
- 普卢索镇区（Hpruso Township）